# Antonio Lombardi (imprenditore)
Antonio Lombardi (Cuccaro Vetere, 5 aprile 1967) è un imprenditore italiano.

## Biografia
Imprenditore edile salernitano nonché presidente di ACS Salerno (Associazione Costruttori Salernitani) e presidente di Federcepicostruzioni, con sede a Roma. È stato socio fondatore della Salernitana insieme ad altre personalità dell'ANCE Salerno. Aderendo al Lodo Petrucci nel 2005, in seguito all'esclusione della Salernitana di Aniello Aliberti dai campionati professionistici, divenne il presidente della Salernitana, fino al 2010.
È impegnato anche in Algeria, dove con le sue imprese ha costituito delle società che si occupano della realizzazione di insediamenti edilizi e infrastrutture.